# Johan Termaten
Johannes Petrus (Johan) Termaten (Pijnacker, 24 juni 1833 – Amsterdam, 4 januari 1857) was een Nederlands pianist.
Hij was zoon van chirurgijn Pieter Ter Maten en Francina Gerhardina Reijtenbagh. Hijzelf bleef ongehuwd.
Hij kreeg al op jonge leeftijd pianoles aan de Muziekschool van de Maatschappij tot Bevordering der Toonkunst in Delft. Na drie jaar, hij was toen veertien, werd hij doorgezonden naar de Haagse equivalent. Hij kreeg er les van Johann Lübeck en Charles van der Does. In die tijd begon een oogziekte hem parten te spelen; hij moest het enige tijd doen met het naspelen van andermans uitvoeringen. Na een korte periode rust in zijn geboorteplaats waarbij zijn zicht deels terugkwam, keerde hij terug naar Den Haag om zijn opleiding toch voort te zetten. Hij vulde dat aan met optredens in onder meer Felix Meritis. Hij vertrok naar Leipzig om er les te nemen van onder andere Ignaz Moscheles en Ernst Friedrich Richter, ook hier stokte zijn studie door zijn slechte gezondheid. Hij keerde terug naar Pijnakker en vestigde zich met zijn moeder in Amsterdam, maar moest steeds terug naar Pijnakker om te herstellen. Hij overleed ten slotte in Amsterdam; hij werd slechts 23 jaar oud.